# Мельниківська сільська рада (Валківський район)
Мельниківська сільська́ ра́да — адміністративно-територіальна одиниця та орган місцевого самоврядування в Валківському районі Харківської області. Адміністративний центр — село Мельникове.

## Загальні відомості
- Мельниківська сільська рада утворена в 1954 році.
- Територія ради: 66,46 км²
- Населення ради: 1 209 осіб (станом на 2001 рік)
- Територією ради протікає річка Орчик.

## Населені пункти
Сільській раді підпорядковані населені пункти:
- с. Мельникове
- с. Велика Губщина
- с. Вишневе
- с. Михайлівка
- с. Нестеренки
- с. Різдвяне
- с. Скельки
- с. Суха Балка
- с. Яхременки

### Колишні населені пункти
- с. Біївське — приєднано до села Велика Губщина у 1997 році[1].
- с. Коробки — приєднано до села Нестеренки у 1997 році[1].

## Склад ради
Рада складається з 16 депутатів та голови.
- Голова ради: Сердюк Валентина Іванівна
- Секретар ради: Губська Олександра Борисівна

### Керівний склад попередніх скликань
| Прізвище, ім'я, по батькові   | Основні відомості                                    | Дата обрання | Дата звільнення |
| ----------------------------- | ---------------------------------------------------- | ------------ | --------------- |
| Вольвач Олександр Миколайович | Сільський голова, 1969 року народження, безпартійний | 26.03.2006   | 17.05.2010      |
| Сердюк Валентина Іванівна     | Сільський голова, 1971 року народження, освіта вища  | 31.10.2010   |                 |

Примітка: таблиця складена за даними сайту Верховної Ради України

### Депутати
За результатами місцевих виборів 2010 року депутатами ради стали:

#### За суб'єктами висування
| Суб'єкт висування               | Кількість обраних депутатів | %    |
| ------------------------------- | --------------------------- | ---- |
| Партія регіонів                 | 12                          | 75   |
| Самовисування                   | 3                           | 18,8 |
| Політична партія «Наша Україна» | 1                           | 6,3  |

#### За округами
| № округу                        | Прізвище, ім'я, по батькові     | Дата визнання обраним | Освіта             | Партійна приналежність                        | Відомості про обраного депутата                        |
| ------------------------------- | ------------------------------- | --------------------- | ------------------ | --------------------------------------------- | ------------------------------------------------------ |
| Партія регіонів                 |                                 |                       |                    |                                               |                                                        |
| 1                               | Губський Олексій Іванович       | 03.11.2010            | вища               | член Партії регіонів                          | тимчасово не працює                                    |
| 2                               | Мижирицька Ольга Миколаївна     | 03.11.2010            | середня            | член Партії регіонів                          | Валківський терцентр, соціальний працівника            |
| 3                               | Меркотан Надія Петрівна         | 03.11.2010            | вища               | позапартійна                                  | ПСП « Мельникове», бухгалтер                           |
| 4                               | Губська Тетяна Андріївна        | 03.11.2010            | вища               | член Партії регіонів                          | ПСП « Мельникове», бухгалтер                           |
| 6                               | Дубовий Сергій Григорович       | 03.11.2010            | вища               | позапартійний                                 | ПСП « Маяк», головний інженер                          |
| 7                               | Вольвач Олександр Миколайович   | 03.11.2010            | вища               | член Партії регіонів                          | пенсіонер                                              |
| 9                               | Слісаренко Віта Олександрівна   | 03.11.2010            | вища               | член Партії регіонів                          | Минківське відділення сімейної медицини, зав. ФАП      |
| 10                              | Тугай Петро Пилипович           | 03.11.2010            | вища               | позапартійний                                 | Харківський водоканал, працівник                       |
| 11                              | Бородін Олександр Миколайович   | 03.11.2010            | середня            | член Партії регіонів                          | приватний підприємець                                  |
| 13                              | Губський Станіслав Григорович   | 03.11.2010            | вища               | член Партії регіонів                          | ПСП « Маяк», виконавчий директор                       |
| 14                              | Демчук Олександр Олександрович  | 03.11.2010            | вища               | член Партії регіонів                          | ПСП « Маяк», агроном                                   |
| 16                              | Губська Олександра Борисівна    | 03.11.2010            | вища               | позапартійна                                  | Мельниківська сільська рада, спеціаліст-землевпорядник |
| Політична партія «Наша Україна» |                                 |                       |                    |                                               |                                                        |
| 5                               | Губська Наталія Олексіївна      | 15.11.2010            | середня спеціальна | член Політичної партії «Наша Україна»         | Валківський районний Терцентр, соціальний працівник    |
| Самовисування                   |                                 |                       |                    |                                               |                                                        |
| 8                               | Бовт Зоя Миколаївна             | 03.11.2010            | вища               | позапартійна                                  | МП «Філіал мельмон», директор                          |
| 12                              | Ладоненко Віталій Володимирович | 03.11.2010            | вища               | член Всеукраїнського об'єднання «Батьківщина» | ПСП « Маяк», бригадир тракторної бригади               |
| 15                              | Минко Олександр Олексійович     | 03.11.2010            | вища               | позапартійний                                 | ПСП « Маяк», головний енергетик                        |